# Sally Kipyego
Sally Jepkosgei Kipyego (* 19. Dezember 1985 in Barsombe, Marakwet District) ist eine US-amerikanisch-kenianische Langstreckenläuferin. Kipyego feierte ihre größten Erfolge im kenianischen Trikot, ist seit 2017 aber auch amerikanische Staatsbürgerin und seit 2019 für die Vereinigten Staaten startberechtigt.

## Karriere
Bei den Crosslauf-Weltmeisterschaften 2001 in Ostende wurde sie Achte im Juniorinnenrennen und gewann mit der kenianischen Mannschaft Silber. Danach musste sie wegen einer Stressfraktur im linken Bein für zwei Jahre pausieren.
Ein Erlebnis in ihrer Kindheit, als ein enger Freund nach einem Fahrradunfall wegen fehlender ärztlicher Versorgung starb, gab den Ausschlag, eine Ausbildung im Gesundheitsbereich anzustreben. Von 2005 bis 2006 besuchte sie das South Plains College, danach die Texas Tech University, wo sie zur Krankenschwester ausgebildet wurde.
In ihrer Zeit an der Texas Tech wurde sie neunmal NCAA-Meisterin: im Crosslauf 2006, 2007 und 2008, über 5000 Meter 2007, 2008 und 2009 in der Halle und 2008 im Freien, über 3000 Meter 2007 in der Halle und über 10.000 Meter 2007 im Freien. Lediglich Suzy Favor Hamilton war es zuvor gelungen, neun NCAA-Titel zu erringen.
Nach ihrem Studienabschluss schloss sie sich dem Oregon Track Club Elite an.
2011 qualifizierte sie sich als Zweite bei den kenianischen Meisterschaften über 10.000 Meter für die Weltmeisterschaften in Daegu. Dort gewann sie die Silbermedaille und komplettierte hinter Vivian Jepkemoi Cheruiyot und vor Linet Chepkwemoi Masai ein rein kenianisches Podium.
Bei den Olympischen Spielen 2012 in London erlief sie sich über 10.000 Meter die Silbermedaille.
Anfang 2017 erhielt Kipyego die US-amerikanische Staatsbürgerschaft, seit 2019 ist sie auch international für die Vereinigten Staaten startberechtigt.
Beim Marathon der Olympischen Sommerspiele 2020, der abweichend in Sapporo stattfand, kam sie als 17. ins Ziel.

## Persönliches
Sally Kipyego ist 1,63 m groß und wiegt 46 kg. Sie wird von Mark Rowland trainiert. Ihr Vater starb, als sie vier Jahre alt war. Von ihren sechs Geschwistern sind zwei ebenfalls professionelle Athleten: der Hindernisläufer Michael Kipkorir Kipyego und der Marathonläufer Christopher Kipyego Chipsiya. 2008 heiratete sie ihren Läuferkollegen Kevin Chelimo.

## Persönliche Bestzeiten
- 1500 m: 4:06,23 min, 22. April 2011, Eugene
  - Halle: 4:15,5 min, 29. Januar 2010, New York City
- 1 Meile: 4:29,64 min, 11. Juni 2009, Toronto
  - Halle: 4:27,19 min, 28. Februar 2009, College Station
- 2000 m: 5:35,20 min, 7. Juni 2009, Eugene
- 3000 m: 8:51,07 min, 19. März 2011, Eugene
  - Halle: 8:48,77 min, 7. Februar 2009,	Boston
- 5000 m: 14:30,42 min, 8. September 2011, Zürich
  - Halle: 14:52,67 min, 6. Februar 2010, Boston
- 10.000 m: 30:26,37 min, 3. August 2012, London